# 511
- рік темного металевого зайця за Шістдесятирічним циклом китайського календаря.

Раннє Середньовіччя. У Східній Римській імперії триває правління Анастасія I. На Апеннінському півострові володіння Теодоріха Великого мають офіційний статус віцекоролівства Римської імперії. У Європі існують численні германські держави, зокрема Іберію та південь Галлії займає Вестготське королівство, Північну Африку захопили вандали, утворивши Африканське королівство, у Тисо-Дунайській низовині утворилося Королівство гепідів. Більшу частину Галлії займає Франкське королівство. У Західній Галлії встановилося Бургундське королівство.
У Китаї період Північних та Південних династій. На півдні править династія Лян, на півночі — Північна Вей. В Індії правління імперії Гуптів. У Японії триває період Ямато. У Персії править династія Сассанідів.
На території лісостепової України в VI столітті виділяють пеньківську й празьку археологічні культури. VI століття стало початком швидкого розселення слов'ян. У Північному Причорномор'ї співіснують різні кочові племена, зокрема гуни, сармати, булгари, алани.

## Події

Поділ Франкського королівства між синами Хлодвіга. Зеленим додатково показане Бургундське королівство.

- Завершилося правління короля франків Хлодвіга. Франкське королівство розділене на 4 частини між його синами Теодоріхом, Хлодомиром, Хільдебертом та Хлотаром.
- Король остготів Теодоріх Великий взяв під опіку свого внука й сина короля вестготів Аларіха II Амаларіха. Його старший брат Гезеріх утік в Африку.
- На вулицях Антіохії виникли заворушення противників рішень Халкідонського собору.
- Битва під Барселоною вестготів і остготів.

## Померли
- Хлодвіг, король франків.